# Natalija Keško

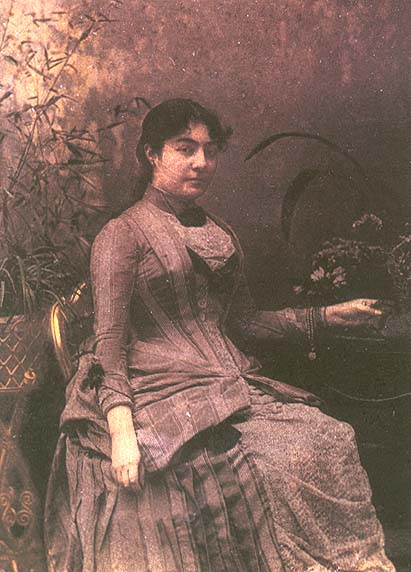
Koningin Natalija

Natalija Keško of Natalija Obrenović (Servisch: Наталија Кешко of Наталија Обреновиђ) (Florence, 14 mei 1859 – Saint-Denis, 8 mei 1941) was de vrouw van vorst, later koning Milan van Servië.
Natalija was de dochter van de Moldavische kolonel in Russische dienst Pjotr Keško en Pulcheria Sturza, afkomstig uit een Moldavische bojaarse familie. Op zestienjarige leeftijd huwde zij op 17 oktober 1875 met vorst Milan van Servië. Het paar kreeg twee zonen: Alexander en Sergei (Sergei bleef slechts vijf dagen in leven). Het huwelijk was bepaald niet gelukkig, vooral vanwege de buitenechtelijke escapades van haar man. In 1888 werd dan ook de scheiding uitgesproken.
In 1889 abdiceerde Milan om onduidelijke redenen en werd hun zoon Alexander de nieuwe koning van Servië. Vanwege zijn minderjarigheid werd Natalija regent aan het hoofd van de regentschapsraad voor haar zoon benoemd. Echter, in 1893, op 17-jarige leeftijd, verklaarde hij zichzelf meerderjarig en werd zij samen met de rest van de regentschapsraad naar huis gestuurd.
In 1900 verzette zij zich tegen het huwelijk van Alexander met haar hofdame Draga Mašin, net als het Servische volk. Hierop werd zij door haar zoon verbannen. Nadat het stel in 1903 vermoord werd, was Natalija de enige nog levende erfgenaam van de Obrenović-dynastie (naast een buitenechtelijk kind van haar man, Obren Christić). Haar erfenis schonk ze aan de Hogeschool (later universiteit) van Belgrado.
Natalija bekeerde zich in 1903 tot het katholicisme en trok zich terug als non. Ze stierf in ballingschap in Frankrijk in 1941.